# Riedeliops paradoxus
Riedeliops paradoxus es una especie de coleóptero de la familia Attelabidae.

## Distribución geográfica
Habita en Birmania.